# Igrejinha de Santo Antônio de Ibiraçu
A Igrejinha da Pedra ou Capelinha de Santo Antônio é uma pequena igreja situada no topo da pedra que está à margem lado oeste da rodovia BR-101 Norte ES km 216, município Ibiraçu, ES.

## Localização
Encontra-se no trecho entre os próximos Mosteiro Zen Morro da Vargem em Pendanga e a sede do município. É visível pra quem viaja pela estrada em qualquer sentido, pois destaca-se na verde paisagem montanhosa estando isolada sobre um platô de com uns 300 m² de área no topo de uma pedra com cerca de 25 metros de altura em relação ao trecho inclinado circundante. Há um acesso por estrada de terra pelo lado não visível pela rodovia.

## Características
A pequena, singela e bela igrejinha é uma construção branca de somente 6 m² de planta, uns 3 m de altura, com portas e janelas em azul claro, e um pequeno crucifixo sobre a cumiera. Um pouco afastada à frente sobre o platô está um cruzeiro de madeira tratada com base em concreto.
No seu interior há um altar com uma imagem do santo padroeiro com 60 cm de altura comprada em São Paulo, outra imagem menor do santo e uma foto de Diógenes Antônio Vescovi Modenesi, a pessoa que junto com a família construiu a igrejinha.

## História
Religiosidade de uma família de Ibiraçu devota de Santo Antônio, uma promessa, o desejado milagre e uma tristeza marcam a história desse pequeno legado de fé.
Em 1995, Diógenes, um jovem de 34 anos, foi diagnosticado com câncer linfático. Iniciou-se um tratamento com quimioterapia, houve várias viagens a São Paulo. Religiosos, ele e a família, o pai Artelino, a mãe Santa Vescovi e a irmã Fátima decidiram fazer uma promessa para que o rapaz se curasse da doença. 
O objeto da promessa foi a edificação de uma capelinha no alto de uma pedra. Inicialmente o local para a construção não era essa onde hoje se encontra a hoje conhecida capela, era até mais alto. Porém essa maior altura dificultaria o transporte de materiais para a obra e decidiu-se por usar como local o alto da chamada “pedra preta” cujo topo poderia ser acessado à pé.
Iniciou-se a construção em 1997, a cura avançava com sucesso, pouco faltava para o fim da doença, a igreja já estava metade concluída, porém, o destino foi impiedoso: em 7 de março de 1998 quando faltavam 4 dias para a cura definitiva marcada para São Paulo, Diógenes, para consternação de familiares e amigos, morreu afogado no mar em Barra do Saí, Aracruz].
Mesmo num clima de tristeza a igrejinha foi inaugurada em 5 de julho do mesmo ano e se disse: “isso é um retrato e o espelho fiel do Diógenes, representa humildade, simplicidade e contato com a natureza”
O local passou a ser objeto de devoção, romarias, orações com pedidos devotos, promessas. São feitas doações, há cartas de fiéis, relatam-se milagres.
Hoje o local, faz parte do percurso de procissão dos Caminhos da Sabedoria que abrange mais de 20 igrejinhas da região, bem como a Matriz de Ibiraçu e o próximo e já citado Mosteiro Zen Budista.